# Mormodes atropurpurea
Mormodes atropurpurea là một loài phong lan có ở Panama tới Brasil.

## Hình ảnh

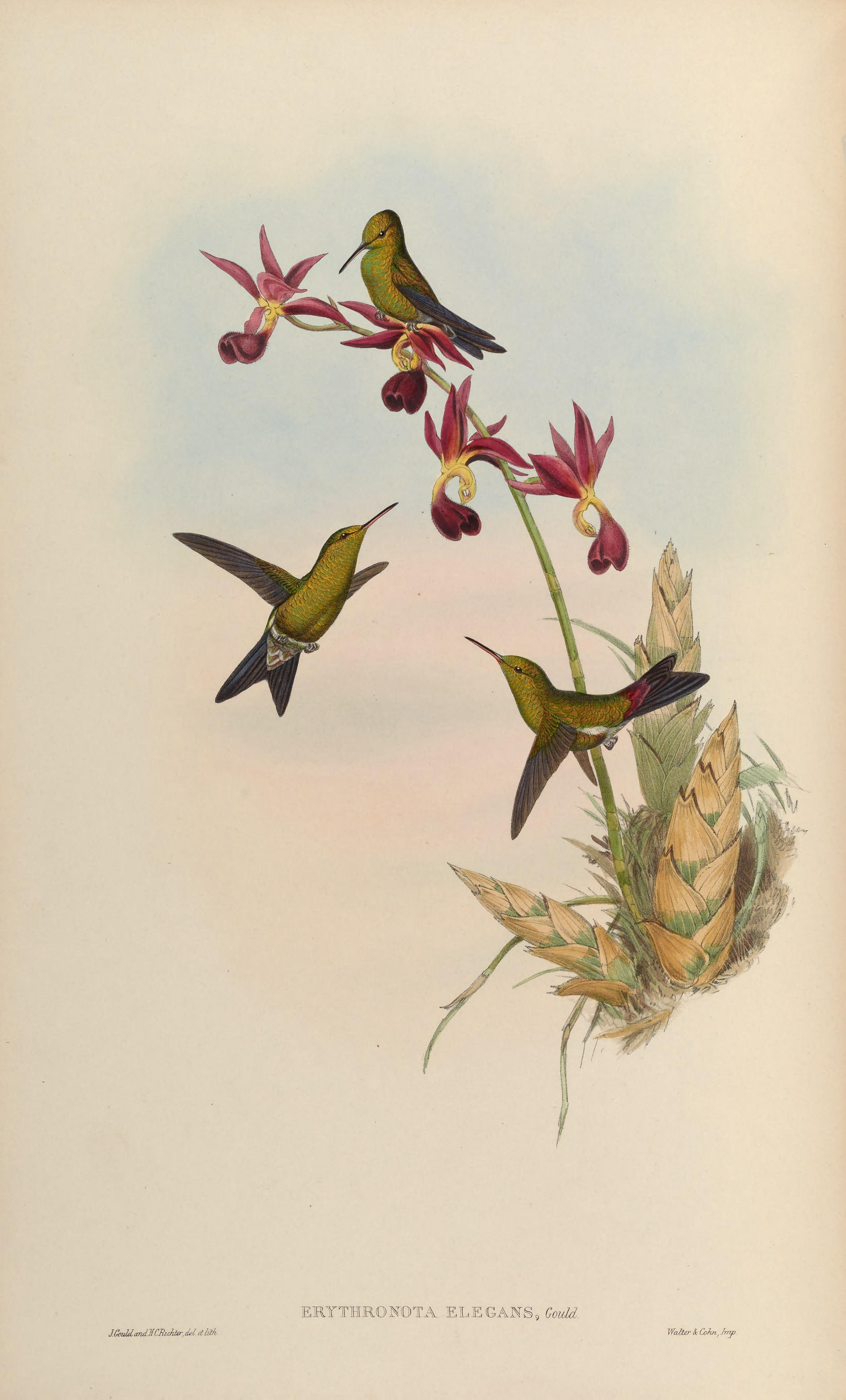
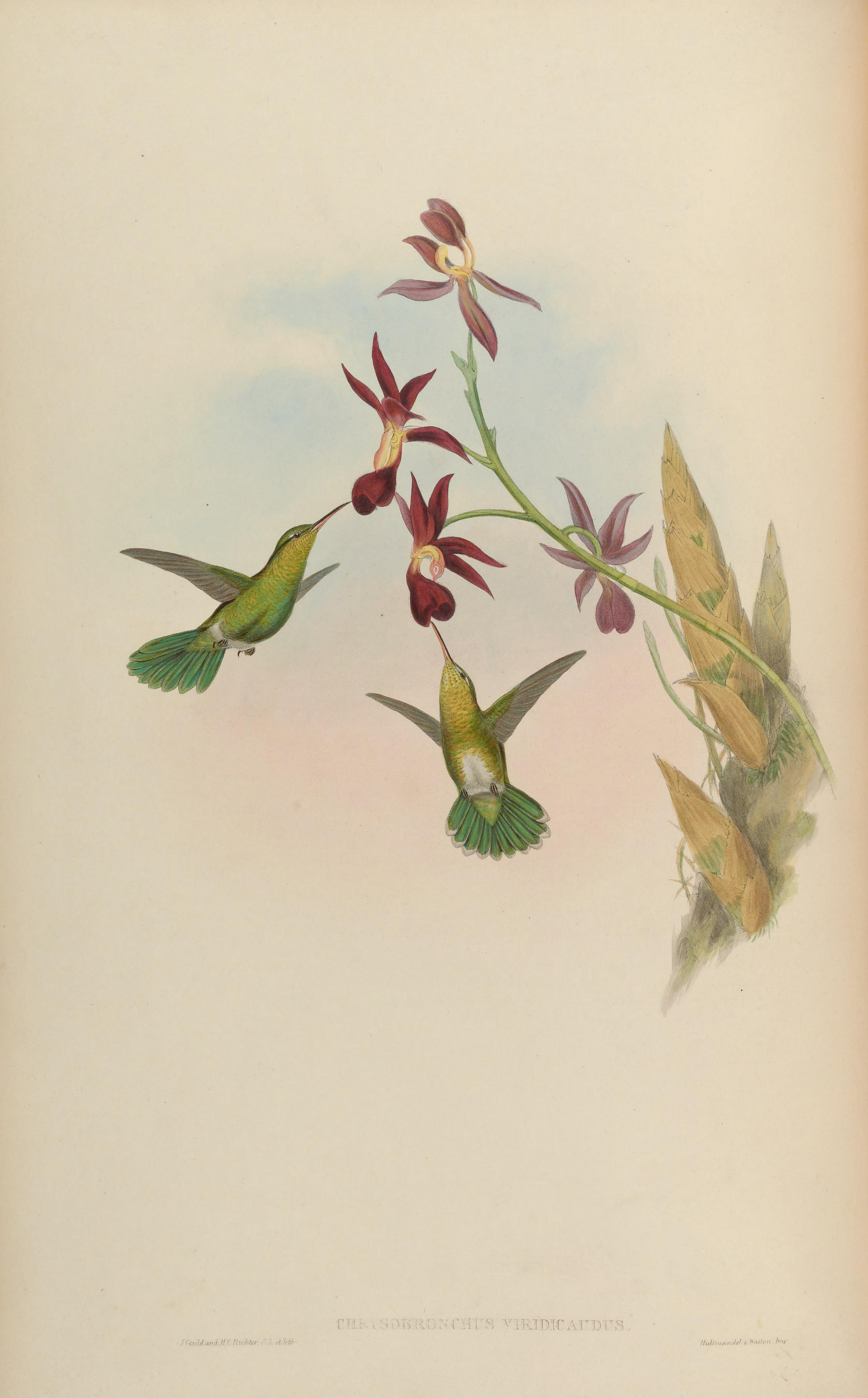